# Cueva de la Zorrera
La cueva de la Zorrera (Benalmádena, Málaga, España) se sitúa en la Serrezuela, a 225 metros de altitud, ligeramente al oeste de la Cueva de los Botijos. Estas cuevas, junto con la cueva del Sahara, constituyen los yacimientos neolíticos mejor estudiados de la localidad. 

## Descripción

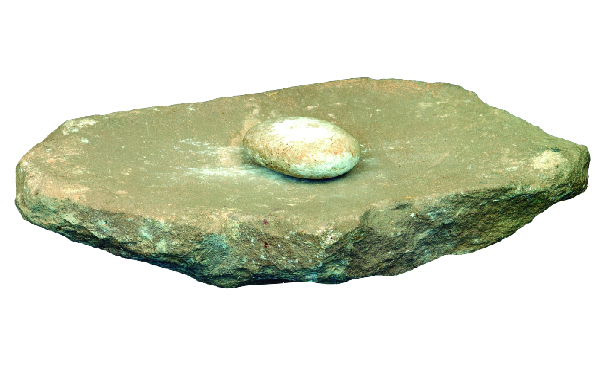
Molino de mano.

La Zorrera, se trata de un  cavernamiento de 22 metros de desnivel y algo más de 125 metros de recorrido con angostas galerías. Su entrada principal es de estrechas dimensiones y se haya constituida por una grieta abierta en la roca. Consta de cinco bocas diferentes; tres de ellas conducen a los niveles inferiores mientras que las otras dos, lo hacen a las galerías superiores.

## Hallazgos materiales

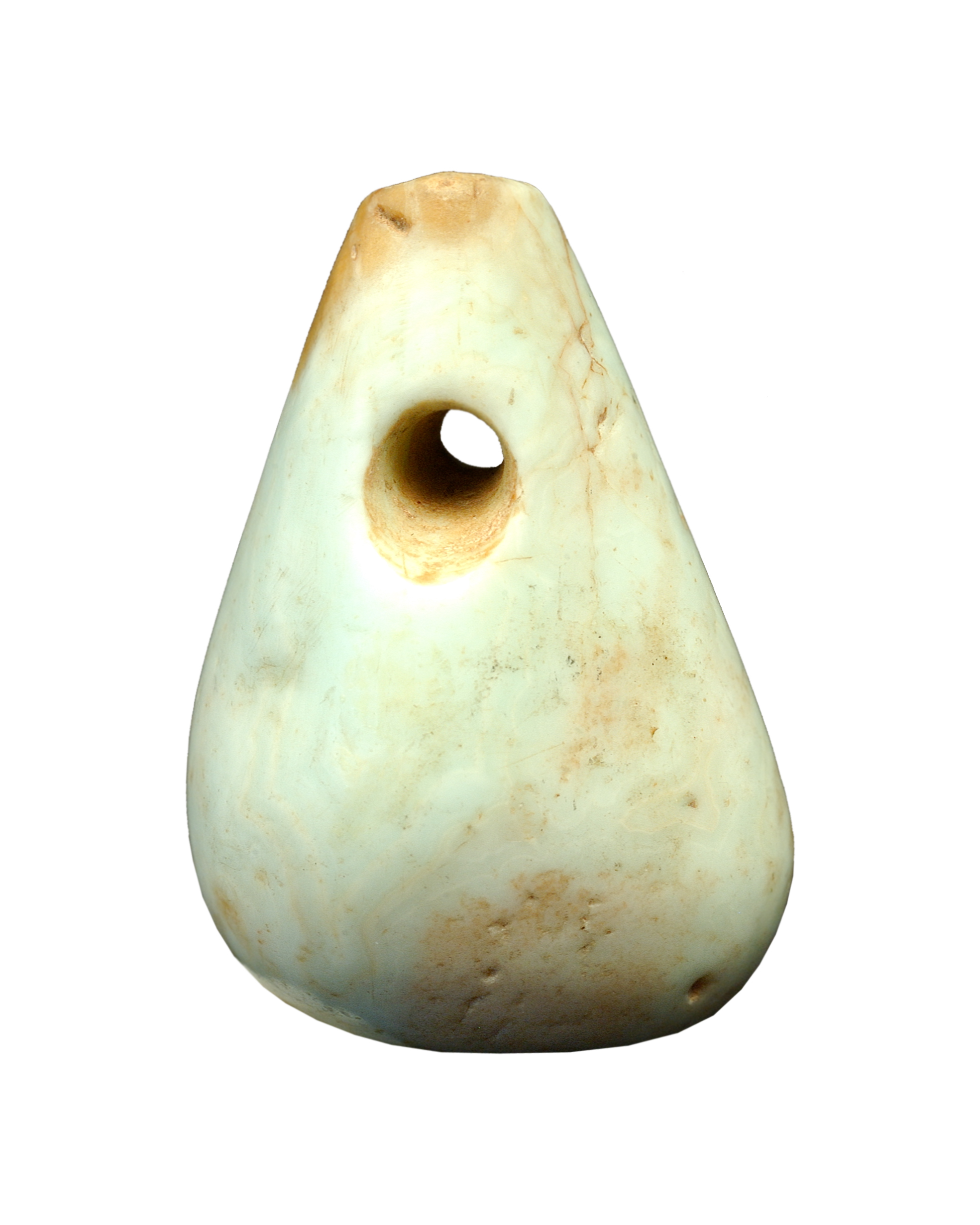
Colgante.

Es muy rica en materiales antropológicos; estos materiales aparecen dispersos y muy fragmentados, hecho que demuestra la práctica funeraria de la sala central con ritos de inhumación colectiva en los momentos finales del neolítico y caracterizará a buena parte del  calcolítico. 
El grueso del material se localiza en la parte central de la cueva, lugar conocido como “Sala del Colgante” cuyo techo posee numerosas concreciones  estalactíticas. Siguiendo el recorrido, hacia la izquierda, se tiene acceso a una rampa denominada la sala de los enterramientos, “en la cual fueron recogidos numerosos y diversos cráneos fragmentados, mandíbulas y diversos huesos humanos en un pésimo estado de conservación” Entre las piezas líticas, destaca un  molino aplanado tipo barquiforme de  caliza y varias hachas. 
Respecto al sílex se recogieron varias herramientas (hojas, cuchillos,  raspadores...). Los objetos de adorno son escasos: una concha, un colgante piriforme de jadeíata, una cuenta de collar y un brazalete); por último, entre los fragmentos cerámicos, destacan los vasos ovoides y de cuello cilíndrico.